# سامانتا هوپس
سامانتا هوپس (به انگلیسی: Samantha Hoopes) (زاده ۱۰ فوریه ۱۹۹۰) مدل آمریکایی است.